# Jarno Hams
Jarno Hams (Hengelo, 11 november 1974) is een voormalig professionele Nederlandse krachtsporter, voormalige deelnemer en zevenvoudig winnaar van de jaarlijkse wedstrijd Sterkste Man van Nederland. Hij won de titel de laatste keer in 2012.

## Biografie
Jarno Hams is opgegroeid in Vroomshoop en volbracht daar ook zijn schooltijd. Tevens beoefende hij er zijn hobby's, zoals voetbal en zwemmen. Zijn vader was badmeester en stond bekend als een zeer sterke man die grote gewichten van de bodem van het zwembad kon opduiken.
In 1995 begon Hams te trainen met gewichten net als zijn grote voorbeeld en beste vriend Eddy Veneberg. In 1996 deed Jarno Hams mee aan de wedstrijd Sterkste man van Oost-Nederland. Hij werd toen derde. Kort daarna zegde hij zijn beroep als vrachtwagenchauffeur op omdat hij een aanbieding kreeg om portier te worden, waardoor hij meer tijd kreeg om te trainen. Hams volgde in die tijd trainingslessen bij Berend Veneberg. In 1999 stond Hams voor het eerst in de landelijke finale. Hij werd derde, achter Berend Veneberg en Peter Baltus.

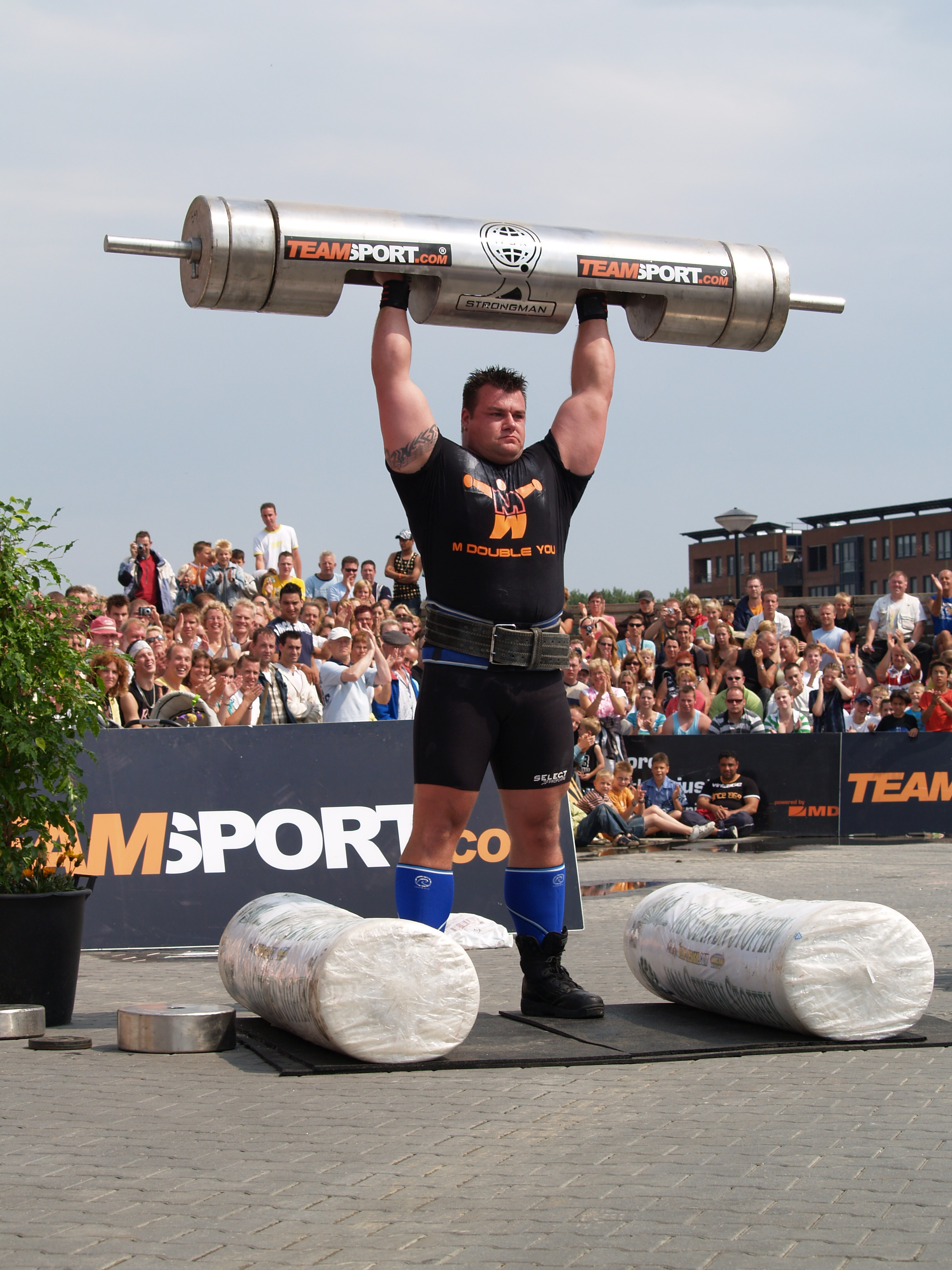
Jarno Hams, boomstamtillen, ook wel log lift

In 2004 werd Hams voor het eerst in zijn carrière Sterkste Man van Nederland. Het jaar daarop, in 2005, won hij alle zeven onderdelen en kreeg opnieuw de titel. In 2006 won hij zes van de zeven onderdelen en weer kwam de titel in handen van de Vroomshoper. In 2007 won Hams weer alle onderdelen en is hij hard op weg om het record van Berend Veneberg te verbeteren, die maar liefst zeven keer de titel won, echter niet achter elkaar. Hams heeft de titel vijf keer achtereen gehaald en in totaal zeven keer.(2004-2008 en 2010+2012). In de tussentijd verhuisde Hams naar Emmen waar hij een tweetal jaren woonde. Daarna verhuisde hij weer naar Vroomshoop, maar kwam uiteindelijk weer samen met zijn vrouw en kind te wonen in Emmen.
Op 13 maart 2008 verscheen Hams in het VARA-programma De Wereld Draait Door waarin hij sprak over het nieuwe Sterkste Man-seizoen dat een nieuwe opzet krijgt. Op 12 juli 2008 werd Hams voor de vijfde keer achtereenvolgens Sterkste man van Nederland. Hij kon zijn titel tijdens het NK in Vroomshoop op 12 juli 2009 niet verdedigen, want door een blessure was hij ruim negen maanden uitgeschakeld. Op 18 juli 2010 werd Hams opnieuw Sterkste Man van Nederland.
Hams is van nature al erg sterk, als kind stak hij al met kop en schouders boven zijn klasgenoten uit en blonk hij al uit in sport. Deze fysieke aanleg heeft volgens Hams (die regelmatig interviews geeft) het voordeel dat hij wat minder training nodig heeft dan sommige anderen.
Door een rugblessure kon Hams wederom (ook in 2009) zijn titel niet verdedigen, waardoor zijn doel om het hoogste aantal overwinningen te evenaren of te verbeteren, weer niet doorging. Hams heeft op 14 juli 2012 het aantal overwinningen geëvenaard. Hams en Berend Veneberg hebben de titel Sterkste Man van Nederland nu beiden 7x gehaald.

## Comeback
Vanwege zijn blessures, kon Hams zijn titel in 2013 niet verdedigen en deed hij minder, of minder fanatiek, mee aan andere wedstrijden. Om zich te kwalificeren voor de Sterkste Man van Nederland 2014 in juli, moest hij een van de voorrondes winnen. Voor het eerst in 10 jaar won Hams een wedstrijd voor Sterkste Man van Nederland niet. Aangezien Jitse Kramer, de op dat moment Sterkste Man van Nederland won en al automatisch geplaatst was, plaatste Hams zich toch (met een 2e plaats) voor de wedstrijd in juli, waar hij zijn achtste titel wou binnenhalen. In juni 2014 won Hams samen met Alex Moonen de wedstrijd Sterkste Team van Nederland. Op 12 juli 2014 lukte het Hams niet om zijn 8e titel binnen te halen en werd hij 4e.
Hams geeft in 2015 niet op en wint samen met zijn broer Eric, de wedstrijd Sterkste Team van Nederland en deed mee aan de wedstrijd Sterkste Man van Nederland in juli 2015, waar hij toch nog zijn 8e titel wou gaan halen.
In de Strongman Champions League Duitsland, 2018, deed Hams nog een laatste keer internationaal mee. Hij deed onder andere een log lift met 175 kg.

## Statistieken (fysiek)
In mei 2012 zijn de statistieken (fysiek) van Jarno Hams:
- Lengte: 189 cm
- Gewicht: 148 kg
- Woonplaats: Vroomshoop
- Beroep: professioneel sterkste man (tot 2015), vrachtwagenchauffeur (voor ca. 2005 en vanaf 2015)

## Coach
- Coach: Felix Gerrits

## Filmografie
- De sterkste man van Nederland (2011, tv-film) als 'Eelco Nijenhuis'

## Sterren Dansen op het IJs
Hams deed met danspartner Katie Stainsby mee aan Sterren Dansen op het IJs, begin 2013, nadat het Sterkste Man-seizoen (eind 2012) was afgelopen. Mede door sympathie van de juryleden als Martine Zuiderwijk en tv-kijkers wist hij de halve finale te bereiken. Hij ging op 2 februari 2013 niet door naar de finale.

## Prestaties

### Beste prestaties
Powerlifting (Tijdens Sterkste Man of pr.)
- Squat 340 kg
- Bench Press 180 kg - 7 reps
- Deadlift 380 kg 1 rep, 320 kg 7 reps
- Neck Press 210 kg (nationaal record)

Sterkste man
- Atlas stone 210 kg
- Conan's wheel 340 kg , 870°
- Farmer walk 2x 135 kg, 75 meter
- log lift ('boomstamtillen') 185 kg (voormalig nationaal record tijdens Push & Pull,[6] samen met Alex Moonen) Vrije markt, Brunssum, 4 november 2012.
- Viking press 4 x 220 kg
- Yoke race 420 kg/30m (18,6 sec.)
- Rocklift 135 kg (nationaal record)

Wereldrecord
- Hams vestigt in augustus 2011 een Guinness Record touringcartrekken in Peking, China. De bus weegt 17,2 ton en Jarno trekt hem, voor 500 man publiek, in 1 minuut en 13 seconden over de streep (over een lengte van 50 meter).[7]

### Prestaties op jaartal in binnen- en buitenland
- 3e plaats Sterkste Man van Oost-Nederland 1996
- 3e plaats Sterkste Man van Nederland 1999
- 1e plaats halve finale Sterkste Man van Nederland 2000
- 4e plaats Sterkste Man van Nederland 2000
- 1e plaats van de voorrondes Sterkste Man van Nederland 2001
- 2e plaats Sterkste Man van Nederland 2001
- 3e plaats Sterkste Team van de Wereld 2001 in Polen met Wout Zijlstra
- 3e plaats Sterkste Man van Nederland 2002
- 2e plaats Sterkste Team van Europa 2002
- 1e plaats voorrondes Sterkste Man van Nederland 2003
- 2e plaats Sterkste Man van Nederland 2003 (slechts een halve punt verschil met winnaar Peter Baltus)
- 3e plaats Grand Prix Holland 2003
- 4e plaats Sterkste Team van de Wereld 2003
- 2e plaats voorrondes Sterkste Man van Nederland 2004
- 1e plaats (1) Sterkste Man van Nederland 2004, de titel droeg hij op aan een eerder overleden vriend
- 1e plaats (2) Sterkste Man van Nederland 2005 (foto)

- 1e plaats Grand Prix Spanje 2005

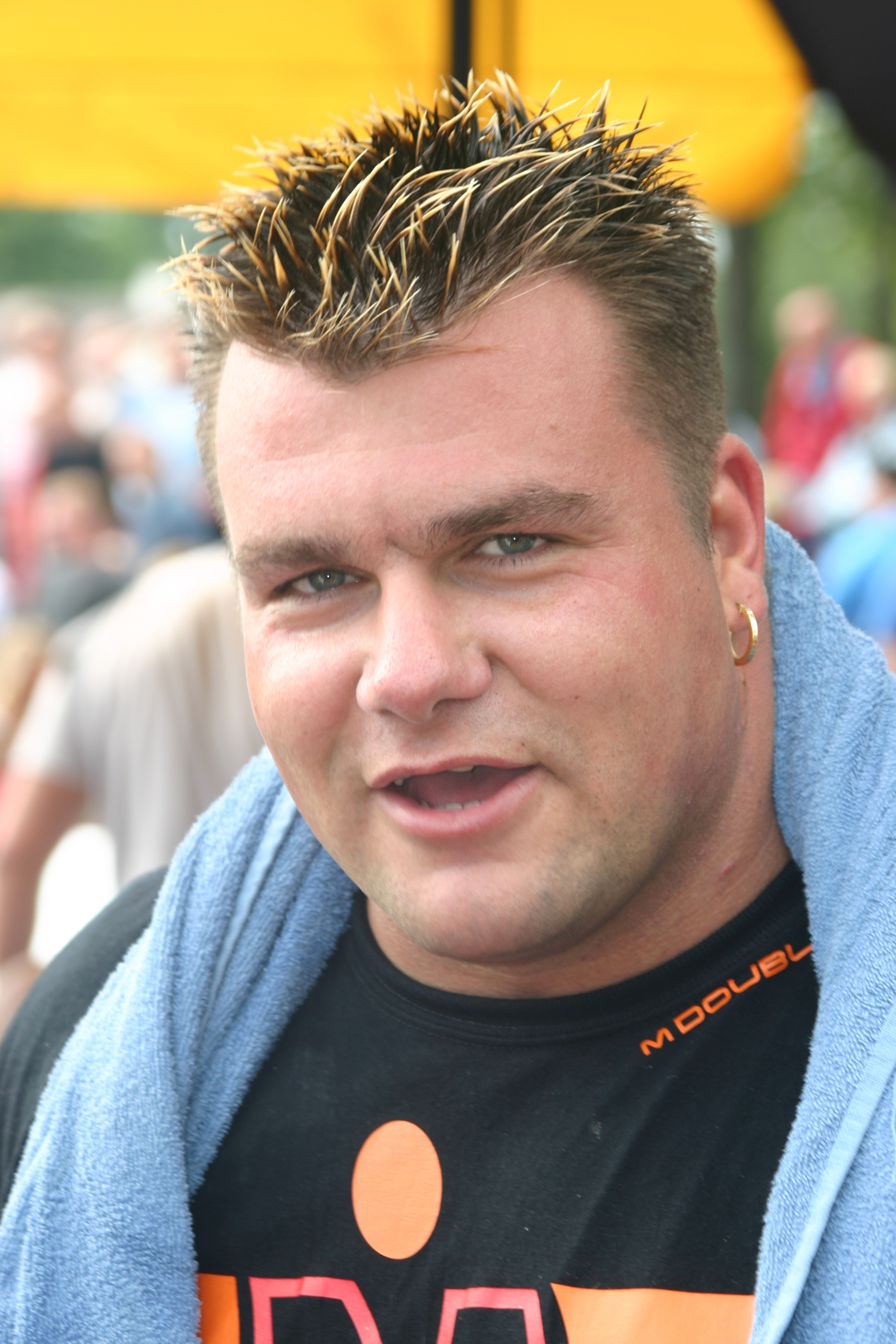
Jarno Hams, na het behalen van de titel Sterkste Man van Nederland 2005

- 1e plaats Sterkste Man van West-Europa
- 2e plaats Grand Prix Holland 2005
- 1e plaats (3) Sterkste Man van Nederland 2006
- 1e plaats Sterkste Team van de Wereld 2006 (samen met Edwin Hakvoort)
- 3e plaats Grand Prix van Nederland 2006
- 3e plaats Grand Prix van Spanje 2006
- 3e plaats Grand Prix van Hongarije 2006
- 1e plaats Fibo Strongmen Classic Competition 2007 Essen (Duitsland)
- 1e plaats (4) Sterkste Man van Nederland 2007
- 4e plaats Grand Prix Bulgarije 2007
- 1e plaats Grand Prix van Nederland 2007
- 1e plaats Grand Prix Tsjechië (promotiewedstrijd) in Brno (17 deelnemers!) (10 november 2007)
- 5e plaats Championsleague Holland 2008 in Varsseveld
- 1e plaats (5) Sterkste Man van Nederland 2008 in Puttershoek
- 4e plaats Strongman Champions League in Kokkola, Finland (29 en 30 augustus 2008)
- 1e plaats Sterkste Man van West-Nederland (voorrondes Sterkste Man van Nederland), Almere, 9 mei 2010
- 11e plaats Strongman Champions League Holland, 20 juni 2010 in Ulft[8]
- 1e plaats (6) Sterkste Man van Nederland 2010, Hoofddorp, 18 juli 2010[9]
- 3e plaats Strongman Champions League 2011, Canarische Eilanden, 3 september 2011 (Hams won het 1e en 2e onderdeel en werd 3e bij het 3e onderdeel. Bij het 4e onderdeel stond hij verkeerd en moest hij van de jury anders gaan staan, waardoor Jarno meteen moest afhaken aangezien het in zijn rug schoot, wat hem veel punten kostte en ook de 1e plaats. Jarno werd 2e op het laatste onderdeel en daarmee 3e in totaal.)[10]
- 1e plaats kwalificatiewedstrijd, Sterkste Man van Nederland, Wapenveld 30 april 2012
- 1e plaats NK boomstamtillen, Kerkrade, 5 mei 2012 (nationaal record 180 kg)
- 3e plaats Strongman Champions League Holland 2012, Zevenaar, 30 juni (internationale wedstrijd) + nieuw nationaal record log lift 182,5 kg
- 1e plaats (7) Sterkste Man van Nederland, Kerkrade, 14 juli 2012 (evenaring record van Berend Veneberg, die ook 7x won)[11]
- 8e plaats Strongman Champions League (totaal over 2012)[12] Hams nam niet aan alle wedstrijden deel en viel soms uit met een blessure.
- 2e plaats, een van de voorrondes voor de Sterkste Man van Nederland, april 2014. Omdat de winnaar al geplaatst was (als huidige kampioen) heeft Hams zich toch gekwalificeerd voor de hoofdwedstrijd in juli 2014.
- 1e plaats, Sterkste Team van Nederland, Lopik, 8 juni 2014, samen met Alex Moonen
- 7e plaats, Strongman Champions League (internationale circuitwedstrijd), Doetinchem, Nederland 2014
- 4e plaats, Sterkste Man van Nederland, Meppel 2014
- 1e plaats, Sterkste Team van Nederland, samen met (zijn jongere broer) Eric Hams, Lopik, bij het autosportevenement Foute Cross, 24 mei 2015
- 7e plaats, Strongman Champions League Holland 2015, 6 juni (Beste Nederlander)

## Strongman Champions League (SCL) China, 2013 en Sterkste Man van Nederland 2013
Hams deed mee aan het grootste 'Sterkste Man'-evenement aller tijden, te China. De Champions League is een doorlopend evenement, in steeds wisselende landen ter wereld. Deze keer duurde het evenement een week in plaats van 1 of 2 dagen en was er een groot showelement. Voor de deelnemers was het echter geen show. Zij moesten deze keer ook samenwerken om bijvoorbeeld een piramide van 25 wasmachines te maken in een zo snel mogelijke tijd. De piramide moest uiteraard ook toonbaar zijn (netjes en alle wasmachines op de juiste manier geplaatst met de voorkant naar voren). Ook werden de deelnemers in een speciale outfit (Romeins en/of Grieks) al strijders in oude karren naar het volgende onderdeel gereden, met veel toeschouwers langs de weg. Dat was een deel van het showelement (ook groots Chinees vuurwerk en andere 'shows').
Over de gehele week streden 32 mannen alleen en samen in kleine of grotere teams om de eer. Hams kwam voor Nederland uit en enkele Nederlanders met een dubbele nationaliteit, kwamen voor andere landen uit. Geen van allen bereikten ze de finale, waarin 12 mannen overbleven. De Sterkste Man van de Wereld, Žydrūnas Savickas en zijn nieuwste concurrent, IJslander Hafthor Bjornsson, bijgenaamd 'Thor' en nog 10 anderen, deden nog aan de finale mee. Savickas won het evenement en de IJslander ('Thor') werd 2e. In totaal deden er 32 mensen mee van 31 nationaliteiten. (2 Chinezen, aangezien het daar gehouden werd)
Hams vloog op 2 juli 2013 naar China en keerde op 13 juli terug. Iets meer dan een week later, op 20 juli 2013, wilde Hams een poging wagen om voor de 8e keer Sterkste Man van Nederland te worden, wat een record zou zijn. Wegens blessures moest Hams afhaken en werd hij vervangen door Dennis van Beusekom. Sinds Hams voor het eerst Sterkste Man van Nederland werd in 2004, was hij ongeslagen. Wel deed hij al 2x eerder niet mee vanwege een of meerdere blessures en in 2013 dus voor de 3e keer. Hij beweerde echter wel mee te kunnen doen, maar hij wilde alleen topfit deelnemen en de titel verdedigen of heroveren. 2014 is was nieuwe doel, naast vele andere evenementen, zoals de Strongman Champions League. In 2014 is het hem niet gelukt om de titel te pakken, hij werd vierde. Dit betekende gelijk het einde van zijn Sterkste Man-carrière, hoewel Hams officieel pas later (na nog een Strongman Champions League-wedstrijd) echt afscheid nam, meteen ook van de deelnemers uit de andere landen.